# Scopula benetotata
Scopula benetotata là một loài bướm đêm trong họ Geometridae.